# Roger Hammond

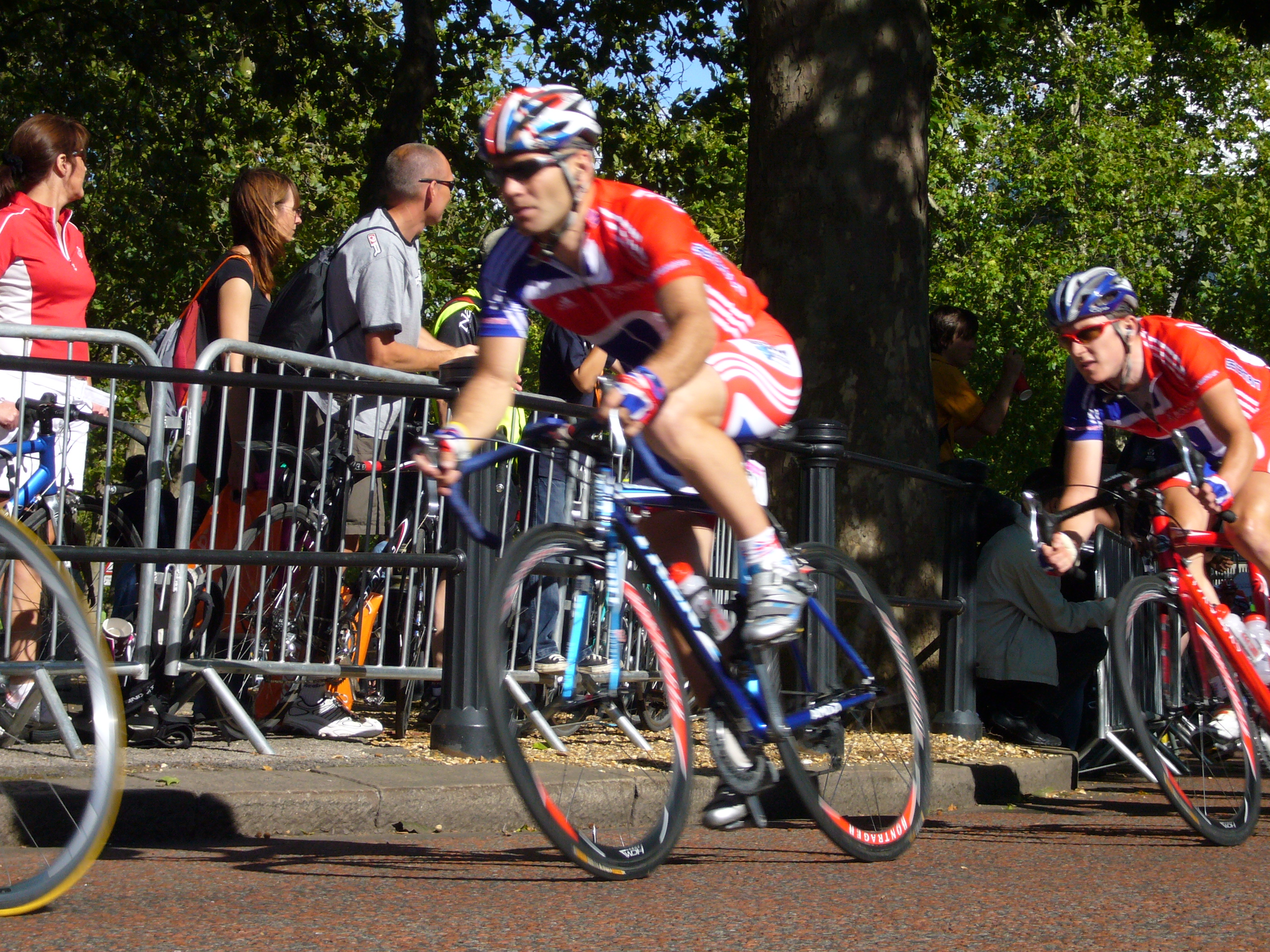
Roger Hammond, Tour of Britain 2006.

Roger Hammond, född den 31 januari 1974 i Harlington, London, är professionell tävlingscyklist från Storbritannien. Han tävlar sedan säsongen 2009 för det schweiziska stallet Cervélo TestTeam.

## Landsvägscykling
Roger Hammond blev professionell med Collstrop 2000. Efter ett år bytte stallet namn till Palmans-Collstrop. Under säsongen 2004 tävlade Hammond för Mr. Bookmaker.com. Hammond tävlade för det amerikanska UCI ProTour-stallet Discovery Channel Pro Cycling Team mellan 2005 och 2006. När det amerikanska stallet lade ned efter säsongen 2006 blev Hammond kontrakterad av det tyska stallet T-Mobile Team, ett lag som bytte namn till Team Columbia inför säsongen 2008. Inför säsongen 2009 blev han kontrakterad av Cervélo TestTeam.
Hammond debuterade 1998 inom landsvägscyklingen efter att ha tävlat inom cykelcross. I sitt första nationsmästerskap i landsvägscykling, även det under säsongen 1998, i slutade han tvåa. Ett år senare slutade han trea på etapp 1 under Nederländerna runt efter Jeroen Blijlevens och Robbie McEwen.
Under säsongen 2004 slutade Hammond trea i Paris-Roubaix strax efter Magnus Bäckstedt och Tristan Hoffman. Hans bästa placeringen 2007 var i endagarsklassikern Gent-Wevelgem där han tog en andraplats efter stallkamraten Marcus Burghardt. Hammond slutade också trea på etapp tre i Dunkirks fyradagars och etapp tre i Tour of Britain.
Hammond vann andra etappen av Tour of Qatar i februari 2009 och han bar ledartröjan i tävlingen under en etapp innan belgaren Tom Boonen övertog ledningen. Efter den sista etappen stod det klart att Hammond slutat trea i tävlingen efter Boonen och stallkamraten Heinrich Haussler. I augusti slutade britten på tredje plats på etapp 4 av Danmark runt bakom landsmannen Jeremy Hunt och den danske cyklisten Daniel Holm Foder; en tävling där Hammond slutade på tredje plats. Han slutade på tredje plats på första etappen av Vuelta a España 2009 bakom Gerald Ciolek och Fabio Sabatini. I oktober slutade britten på andra plats på tredje etappen av Circuit Franco-Belge bakom Tom Boonen. Han slutade på tredje plats på fjärde etappen bakom Juan José Haedo och Jaŭhen Hutarovitj. Efter fjärde etappen stod det klart att britten hade slutat på tredje plats i tävlingen bakom Tyler Farrar och Boonen.

## Cykelcross
Roger Hammond vann de brittiska cykelcrossmästerskapen under säsongen 2008. År 1992 vann britten cykelcross-världsmästerskapen för juniorer. Två år senare vann han nationsmästerskapen för eliten i samma gren.

## Stall
- Collstrop 2000
- Palmans-Collstrop 2001–2003
- Mr. Bookmaker.com 2004
- Discovery Channel Pro Cycling Team 2005–2006
- T-Mobile Team 2007
- Team Columbia 2008
- Cervélo TestTeam 2009–2011